# (1239) Queteleta
(1239) Queteleta est un astéroïde de la ceinture principale découvert le 4 février 1932 par l'astronome belge Eugène Joseph Delporte. Il a été nommé en hommage à l'astronome belge Adolphe Quetelet.

## Historique
Le lieu de découverte, par l'astronome belge Eugène Joseph Delporte, est l'Observatoire royal de Belgique à Uccle.
Sa désignation provisoire, lors de sa découverte le 4 février 1932, était 1932 CB.